# Pamela Kruse
Pour les articles homonymes, voir Kruse (homonymie).
Pamela Kruse est une nageuse américaine née le 3 juin 1950 à Miami.

## Biographie
Pamela Kruse dispute l'épreuve du 800 mètres nage libre aux Jeux olympiques d'été de 1968 de Mexico et remporte la médaille d'argent. Elle est aussi quatrième de la finale du 400 mètres nage libre.